# 堀越 (広島市)
堀越（ほりこし）は、広島県広島市南区に所在する町名である。

## 概要

### 地理
広島県を流れる太田川の支流猿猴川の河口東側に位置する。

### 隣接している地区
- 北側：安芸郡府中町青崎東。
- 東側：広島市安芸区船越南。
- 南側：広島市南区向洋本町、向洋新町1丁目、月見町。
- 西側：広島市南区青崎2丁目及び東青崎町。

### 町名と地誌
- 堀越1丁目・2丁目・3丁目

「堀越」の由来は平清盛がこの地にある疱瘡神社に娘を埋葬した際、遺体を荒らされないため半島を島にするために堀を掘ったことによる。

## 施設
- 日本製鋼所広島製作所 - 隣の安芸区船越南に跨る。
- 広島市信用組合 向洋支店
- 疱瘡神社[3] など

なお、地区内には小学校及び中学校はなく、広島市立青崎小学校及び広島市立大州中学校の通学区域に含まれる。

## 交通
鉄道
- JR山陽本線が通過しているが、駅はない。向洋駅（安芸郡府中町）が最寄り駅となる。

バス
- 広電バス - 40号線（熊野線）が通過する。また、4号線や7号線も通過する。
- 芸陽バス - 40号線：阿戸線・三迫線・畑賀線・南幸線・西条広島線（海田町、阿戸町、西条駅等方面）が通過する。

道路
- 広島県道164号広島海田線 - 国道2号の旧道。
- 国道2号（新広島バイパス）

## 出身・ゆかりのある人物
- 木原征治 - フィールドホッケー選手。